# Thecla legionis
Thecla legionis är en fjärilsart som beskrevs av Clench 1945. Thecla legionis ingår i släktet Thecla och familjen juvelvingar. Inga underarter finns listade i Catalogue of Life.